# Paracalyptrophora josephinae
Paracalyptrophora josephinae is een zachte koraalsoort uit de familie Primnoidae. De koraalsoort komt uit het geslacht Paracalyptrophora. Paracalyptrophora josephinae werd in 1877 voor het eerst wetenschappelijk beschreven door Lindström. 